# 斯韋德普雷里鎮區 (明尼蘇達州耶洛梅德辛縣)
斯韋德普雷里鎮區（英語：Swede Prairie Township）是位於美國明尼蘇達州耶洛梅德辛縣的一個行政鎮區。

## 歷史
斯韋德普雷里鎮區於1879年成立，因大部份定居者皆來自瑞典而得名。此鎮區曾被命名為格林普雷里鎮區（Green Prairie Township）。

## 地方資料
斯韋德普雷里鎮區的面積為93.81平方千米，當中陸地面積為93.79平方千米，而水域面積為0.02平方千米。根據2020年美國人口普查的數據，當地共有人口132人，而人口密度為每平方千米1.41人。